# カリムスキー山
カリムスキー山（カリムスキーさん、ロシア語: Карымская сопка）は、ロシア連邦極東連邦管区カムチャツカ地方のカムチャツカ半島東部火山帯にある活火山（1,536 m）。この山の名称はロシア連邦の民族のひとつであるカリム人にちなんでいる。

## 概要
カムチャツカ東部火山帯で2015年現在も活動中の火山で、付近にカルデラとカルデラ湖であるカリムスキー湖を持つ。カルデラは、約7600年〜7700年前に形成された。

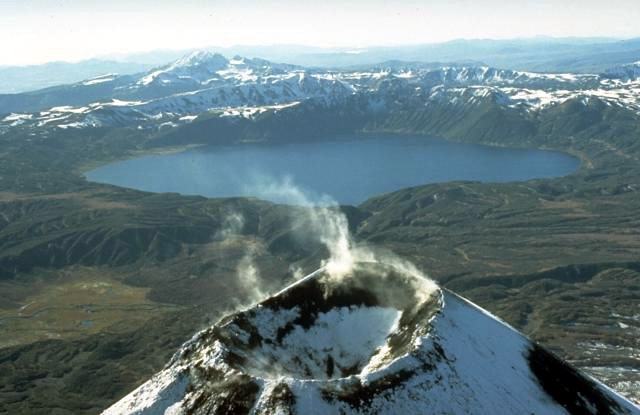
カリムスキー山の頂上とカリムスキー湖